# Aleksandrs Čekulajevs
Aleksandrs Čekulajevs est un footballeur letton, né le 10 septembre 1985 à Riga en Lettonie. Il évolue comme attaquant.

## Biographie
Aleksandrs Čekulajevs inscrit 46 buts en championnat d'Estonie lors de la saison 2011 avec le FC Narva Trans, terminant meilleur buteur de la compétition, et second meilleur buteur d'Europe, derrière Lionel Messi, avec autant de buts que Cristiano Ronaldo.
Le 16 février 2012, il est transféré au Valletta FC avec qui il dispute 6 matchs pour 4 buts marqués. Cependant, estimant qu'il n'avait pas assez de temps de jeu, Čekulajevs décide de mettre fin à son contrat le liant avec le club maltais. Le 2 juillet 2012, il rejoint le club hongrois du Lombard-Pápa TFC ,

## Palmarès

### En club
FC Narva Trans
- Finaliste de la Coupe d'Estonie : 2011

 Valletta FC
- Champion de Malte (1) : 2012

### Individuel
- Meilleur buteur du Championnat d'Estonie en 2011 (46 buts en 35 matchs)